# Ольшаны (Брестская область)
Ольшаны (бел. Альша́ны) — агрогородок в Столинском районе Брестской области Беларуси. Административный центр Ольшанского сельсовета.
Самый крупный сельский населённый пункт в Брестской области.
Ольшаны называют «Огуречной столицей Беларуси».

## География
Рядом с Ольшанами расположены деревни Высокое, Семигостичи Ольшанского сельсовета, агрогородок Ремель Ремельского сельсовета.
К северу от агрогородка расположено урочище Подвязовье.
В 50 км находится Национальный парк "Припятский".

### Гидрография
- Водоём: озеро Ольшанское.

## Транспортная сеть
Агрогородок расположен в 46 км на северо-восток от Столина и в 290 км на восток от Бреста.
Через агрогородок проходит автомобильная трасса Р88 республиканского значения протяжённостью 114 км. Это часть прямой дороги, которая связывает Ольшаны с Минском и по которой фуры с овощами направляются в Москву, Санкт-Петербург, реже — в другие города Российской Федерации. До ближайшей железной дороги 50 км — она проходит за рекой Припятью через ЖД вокзал в г. Житковичи Гомельской области с одной стороны и на таком же расстоянии с другой стороны в р. п. Речица «Горынь».
Связь Ольшан с другими населёнными пунктами Беларуси поддерживается большим количеством коммерческого и государственного междугороднего транспорта, осуществляющего постоянные пассажирские перевозки в ближайшие города. Это маршрутные такси и междугородние автобусы, курсирующие несколько раз в день по маршрутам: Давид-Городок-Житковичи, Столин-Минск, Брест-Ольшаны, Пинск-Мозырь, Столин-Гомель и другие.
В Ольшанах по данным ГАИ зарегистрировано наибольшее в области количество легкового и грузового автотранспорта на душу населения. Отлично налажена международная система грузоперевозок частными большегрузными машинами.

## История
В архивных источниках впервые Ольшаны упоминаются в 1392 году, вместе с деревней Велемичи. В XVI-XVIII веках деревня числится в составе Великого княжества Литовского. С 1793 года — в составе Российской империи. С 1921 года — в составе Польши. С 1939 года — в составе Белорусской ССР.
В 2011 году деревня Ольшаны преобразована в агрогородок.

## Население
В Ольшанах проживает немного больше 8000 человек. В населённом пункте наблюдается постоянный демографический рост, большое количество многодетных семей и малый отток молодёжи. Большинство ольшанцев занимаются земледелием круглый год на выделенных и приусадебных участках. Практически каждая семья имеет 10—15 соток земли с теплицей или парником, в которых выращиваются овощи, в основном огурцы.

## Численность

### Численность
- 2019 год — 7444 жителя

### Динамика
- 1886 год — 873 жителя, 70 хозяйств[3]
- 1909 год — 1848 жителя, 303 хозяйства[3]
- 1921 год — 1962 жителя, 256 хозяйств[4]
- 1940 год — 2810 жителей, 514 хозяйств[4]
- 1969 год — 4223 жителя, 992 хозяйства[4][5]
- 1999 год — 6067 жителей
- 2005 год — 6615 жителя, 1750 хозяйств[3]
- 2008 год — ок. 7000 жителей
- 2010 год — 6763 жителя
- 2011 год — ок. 8000 жителей[6], из них 2 730 детей[7], 1 640 хозяйств
- 2019 год — 7444 жителя

## Занятость

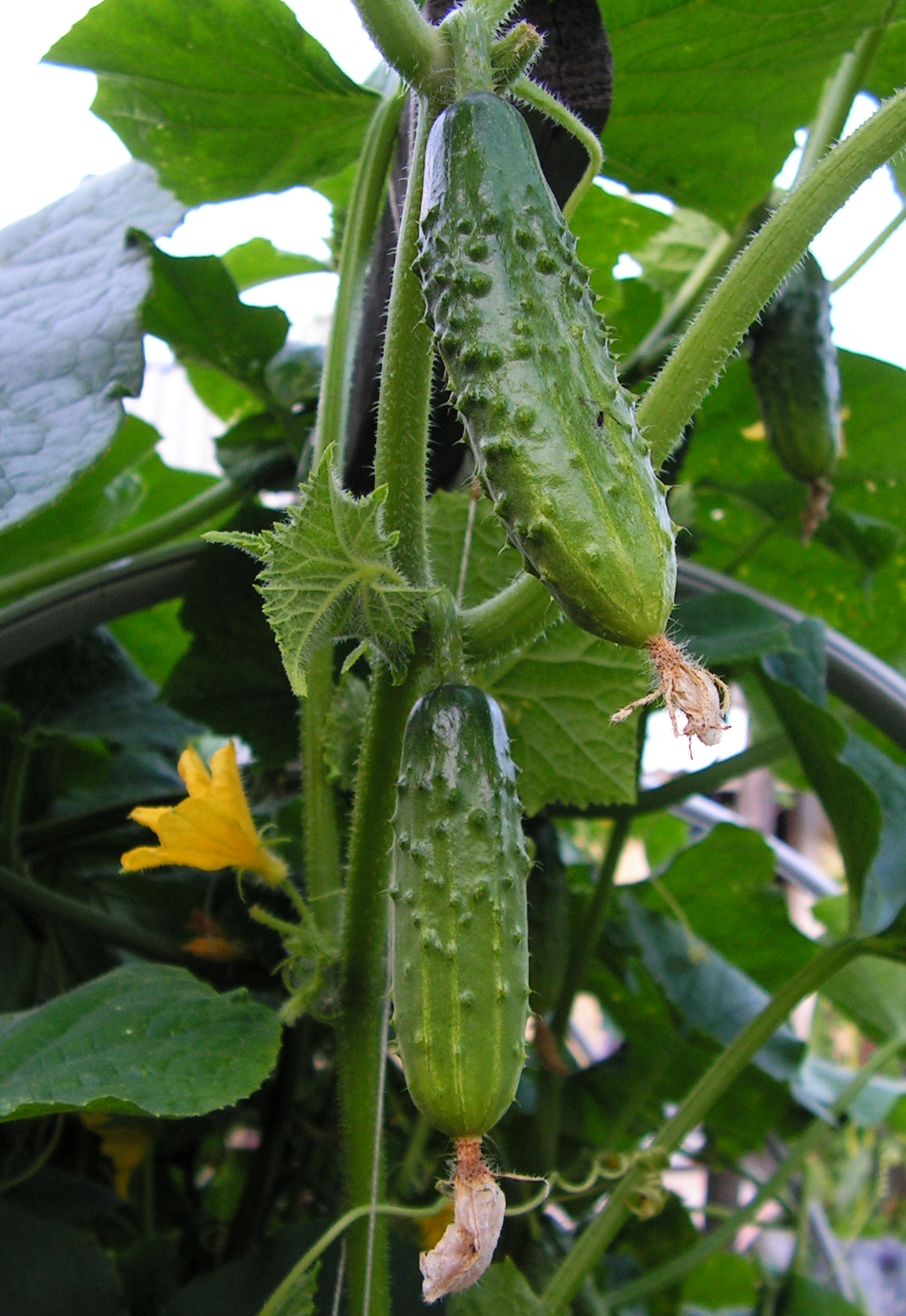
Огурцы

Предприятий и производственных объектов в Ольшанах нет. Колхоз "40 лет Октября" после преобразования в СПК "Новая Припять" часть земель отдал в аренду фермерам. В 2000 году их были единицы. Теперь, являясь примером белорусского сельского хозяйства, Ольшаны в Беларуси имеют неофициальный статус «огуречной столицы». По официальным данным Столинского районного исполнительного комитета на 2016 год в Ольшанах зарегистрировано 25 крупных фермерских хозяйств, в приоритете которых — выращивание огурцов, помидоров и капусты.
Частное овощеводство — основной источник дохода населения с конца 1970-х годов, когда в деревне появились первые теплицы для выращивания огурцов. В основном используются семена овощей-гибридов от голландских компаний: Seminis, Bejo, Syngenta и др. Более 90 % производимых в Столинщине овощей (примеру Ольшан последовали и соседние деревни) экспортируются в Россию на крупные овощебазы Москвы и Санкт-Петербурга. Около 5 % закупаются белорусскими заготовительными конторами, остальной процент развозится по Беларуси и другим городам России. Кроме огурцов, в коммерческих целях здесь выращиваются томаты, перец, капуста, свекла, морковь, яблоки, голубика.

## Инфраструктура
В Ольшанах две школы, в которых обучаются более 1500 детей, два детских сада и ясли-сад. Сразу за школой № 2 построен и спортивный комплекс.
В центре функционирует амбулатория для предоставления первой медицинской помощи.
Увеличивается сеть торговых точек: продуктовые магазины, частные магазины с инвентарем и химикатами для теплиц, универсамы.
Самая крупная точка, характеризующая деятельность и образ жизни населения Ольшан — площадка для закупки овощей с рынком промышленных товаров.
Развивается сфера услуг — самой востребованной является автосервис из-за большого количества транспорта и сельскохозяйственной техники.

## Культура
- Дом культуры
- Музей ГУО "Ольшанская средняя школа № 1"
- Музей ГУО "Ольшанская средняя школа № 2"

## Религия

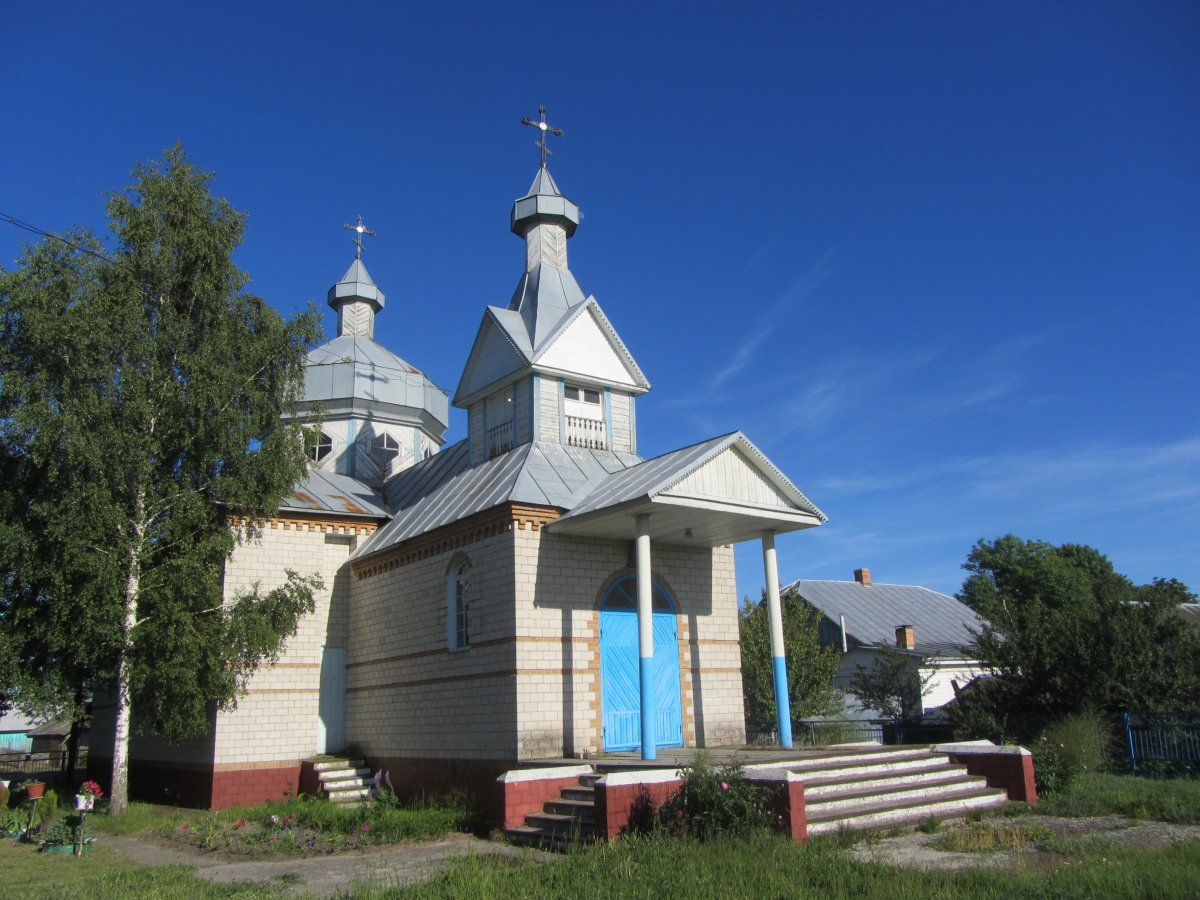
Церковь Святой Иулиании Ольшанской

Люди делятся на две, практически равные по численности, религиозные группы: православные христиане и пятидесятники. Община пятидесятников состоит состоит из 2270 взрослых членов и около 3000 детей, что делает её одной из крупнейших в СНГ.
В бывшей деревне построены две православные церкви. Старая церковь с 500-летней историей, возведённая в честь великомученицы Параскевы Пятницы, сгорела в 1980 году зимой. В 1987 году на улице Горной возвели и освятили деревянную церковь в честь праведной девы Иулиании Ольшанской. И только спустя 10 лет на прежнем месте в центре прихожанами был отстроен и освящён и новый храм Параскевы Пятницы.
В 90-е годы активизировалось протестантское движение, которое началось еще в 30-е годы и пресекалось советской властью. Участники движения настаивали на своей уникальности, отрицали принадлежность к протестантским общинам, что мешало легализации долгие годы. Десятки семей мигрировали в США. Предвидя распад СССР, в 1990 году верующие построили в Ольшанах Дом молитвы, который с 2007 года официально принадлежит Объединённой Церкви ХВЕ (Христиан Веры Евангельской). До этого члены общины называли себя просто "верующими" и неофициально собирались на молитвы в выкупленном сообща жилом деревянном доме. Община ХВЕ активно выступает против пьянства и курения, пропагандирует трудолюбие.
В апреле 2022 года в Ольшанах состоялось торжественное открытие строительства Дома молитвы. Потребность в ещё одном здании возникла, так как старое не может вместить всех желающих, особенно в большие праздники.

## Достопримечательность
Главной достопримечательностью агрогородка Ольшаны является расположение — в 50 км находится Национальный парк "Припятский", который подчинён Управлению делами Президента Республики Беларусь с 1996 года. На территории заповедника находится несколько усадеб, занятых в агроэкотуризме.
Местные достопримечательности, относящиеся непосредственно к агрогородку Ольшаны:
- Большой Дом культуры с памятником В. И. Ленина перед ним, построенный в центре в советское время для отдыха и развлечения граждан
- Привлекает к себе внимание гостей небольшой Памятник Огурцу, установленный владельцем в 2018 году на территории гостинично-ресторанного комплекса — "Альшанскi Маёнтак".
- Церковь Святой Параскевы-Пятницкой
- Церковь Святой Иулиании Ольшанской
- Храм
- Дом молитвы

### Памятник, скульптура
- Братская могила Советских воинов. На месте захоронения бойцов 75-й стрелковой дивизии и моряков 6-й отдельной роты морской пехоты Пинской военной флотилии, погибших в бою за Ольшаны в июле 1941 года. В 1967 году на могиле установлен памятник – скульптура скорбящего воина. В 2023 году захоронение реконструировано.

### Утраченное наследие
- Церковь

## Галерея

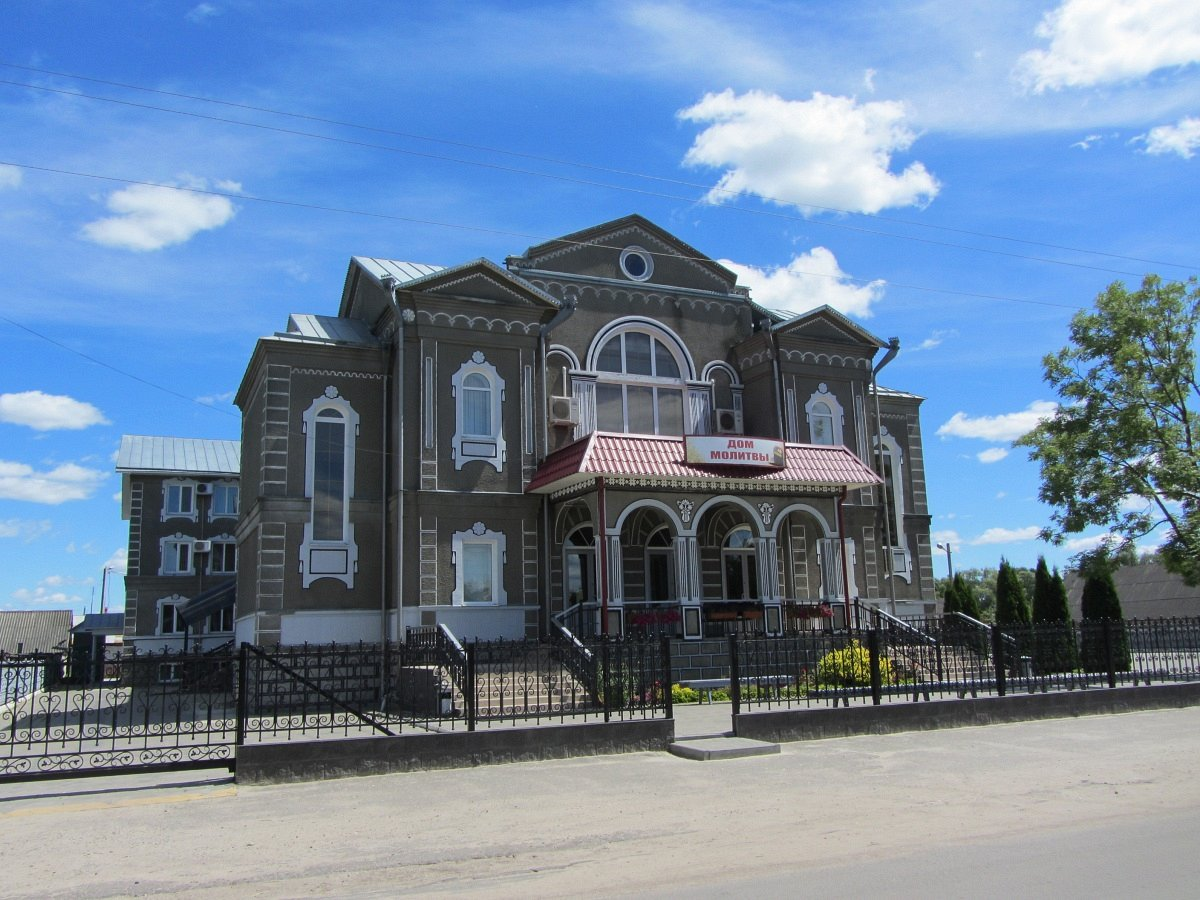
Храм
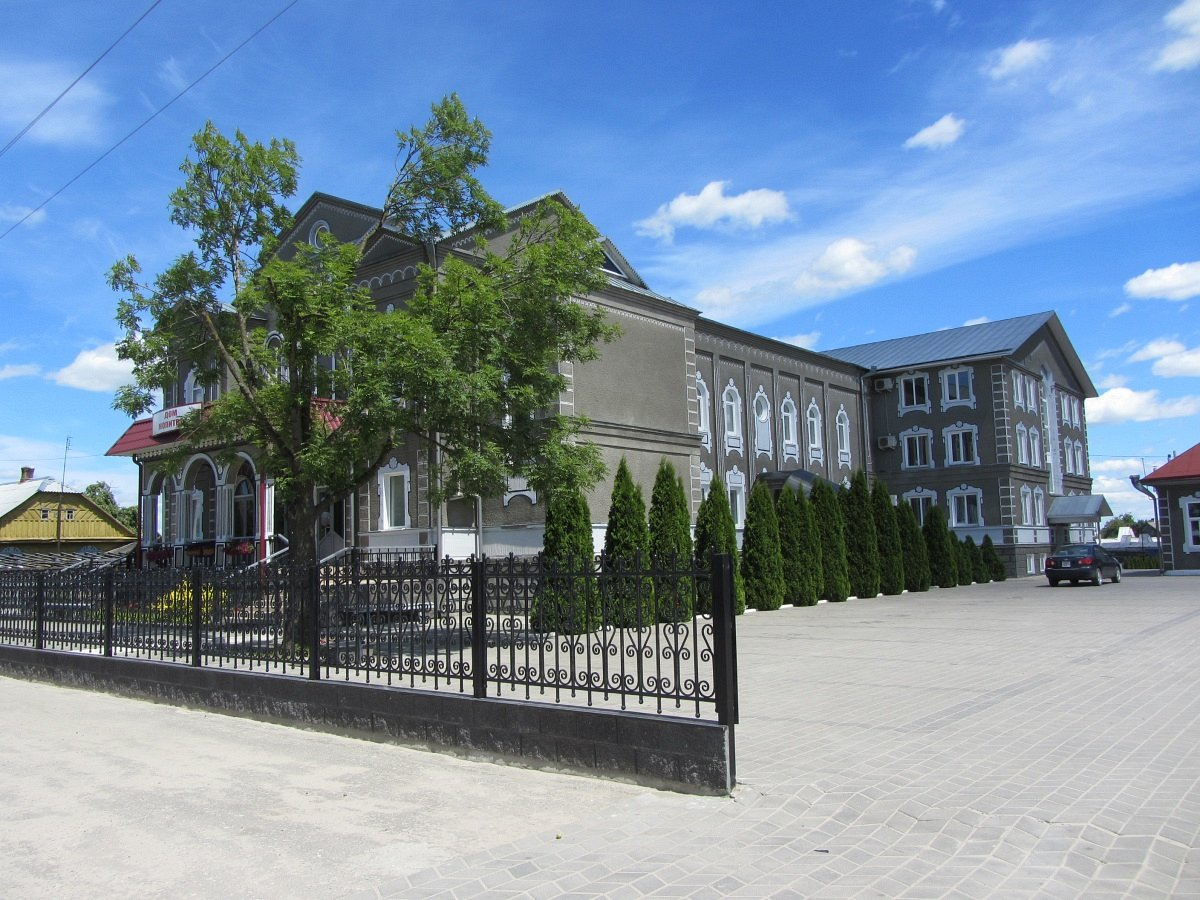
Храм
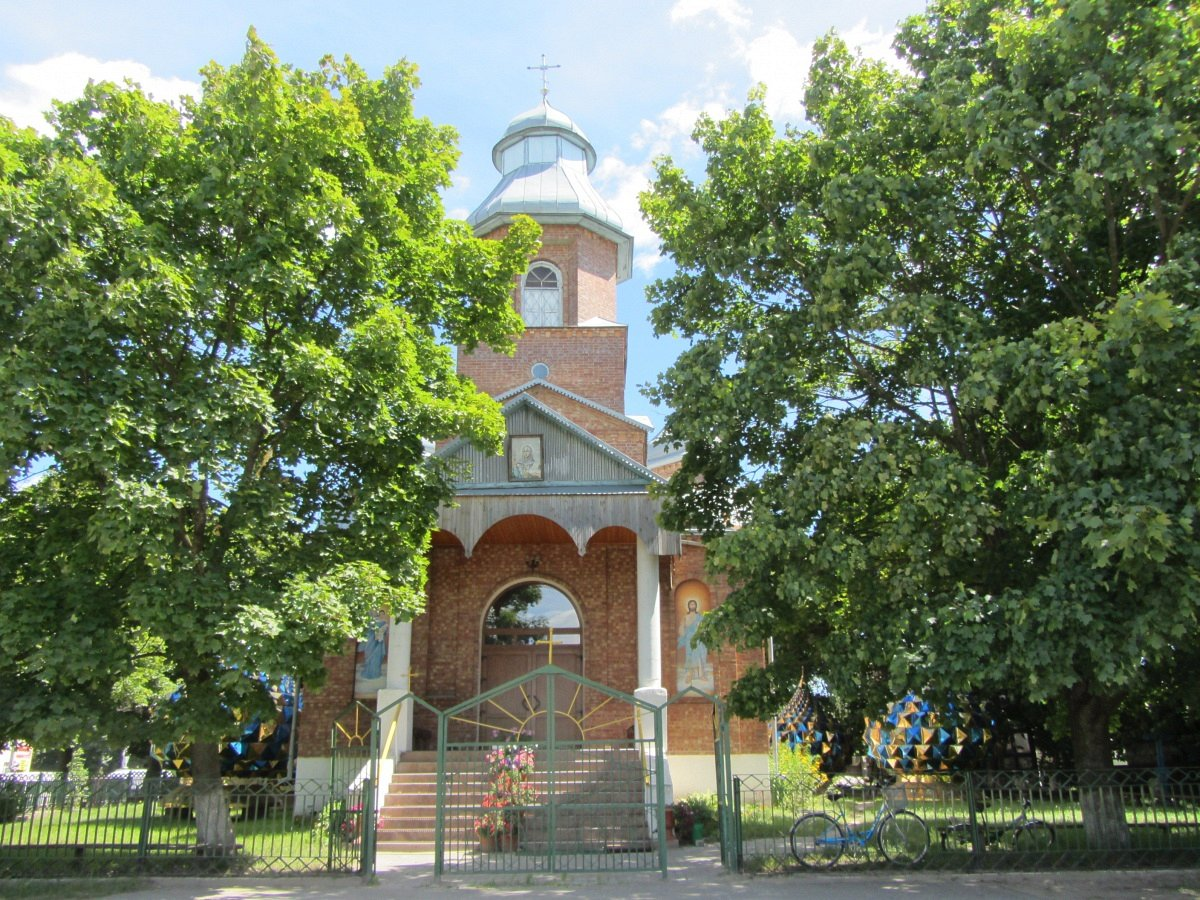
Церковь Св. Параскевы Пятницы
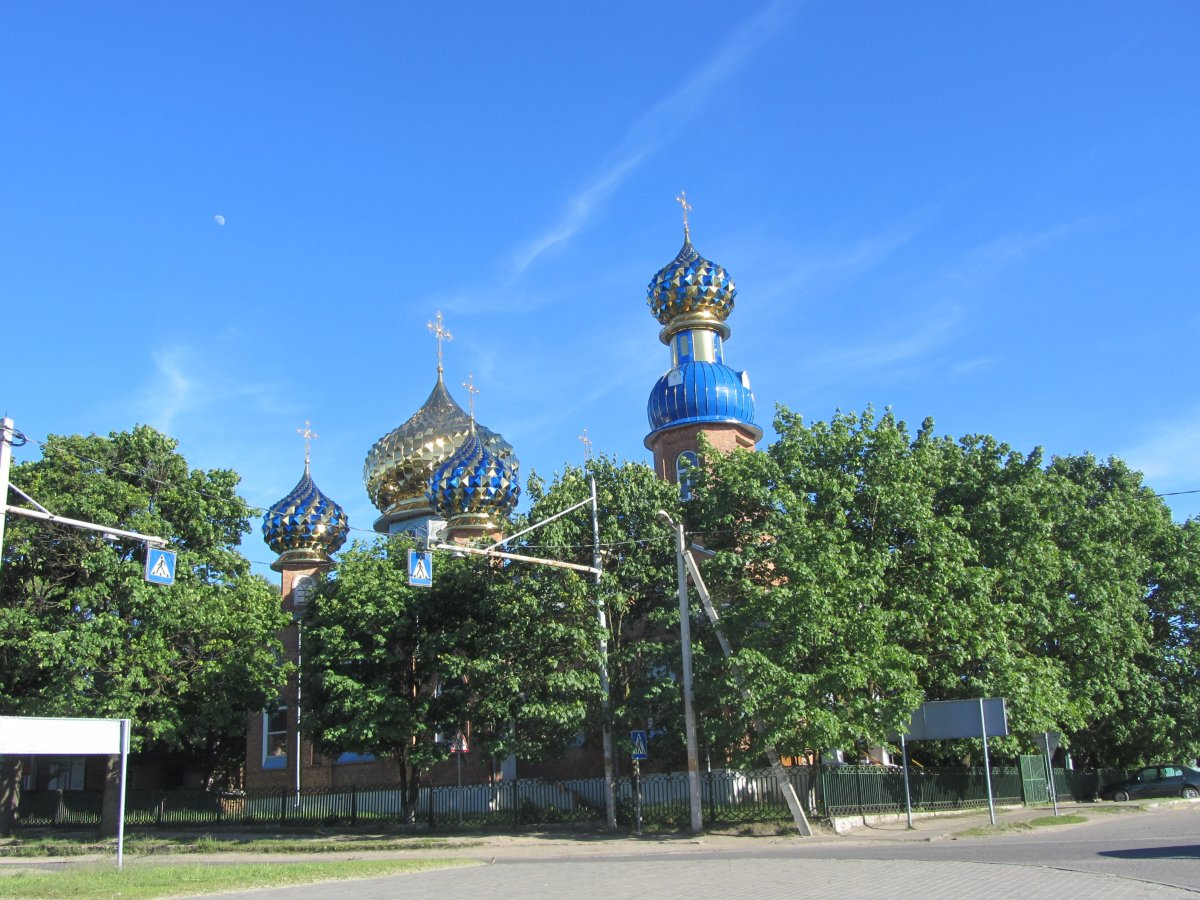
Церковь
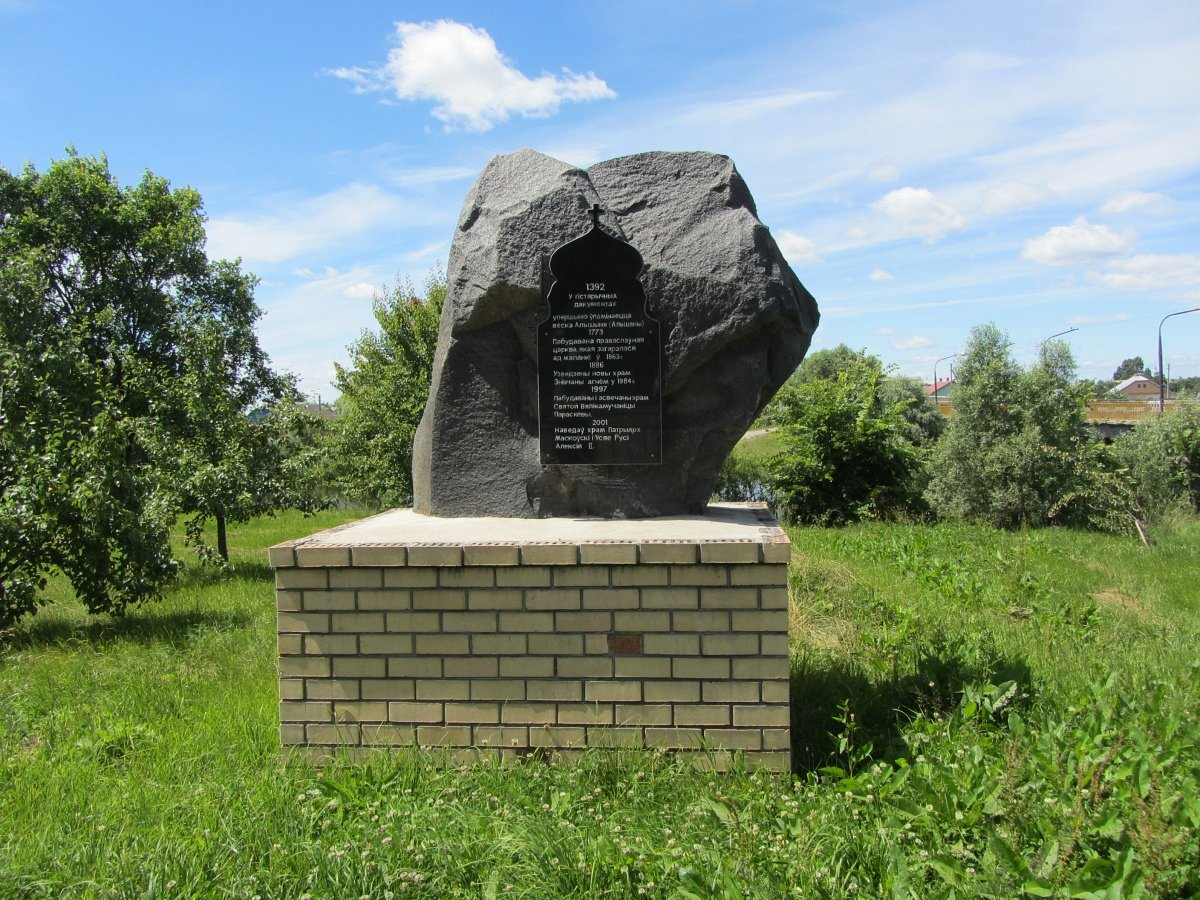
Памятник
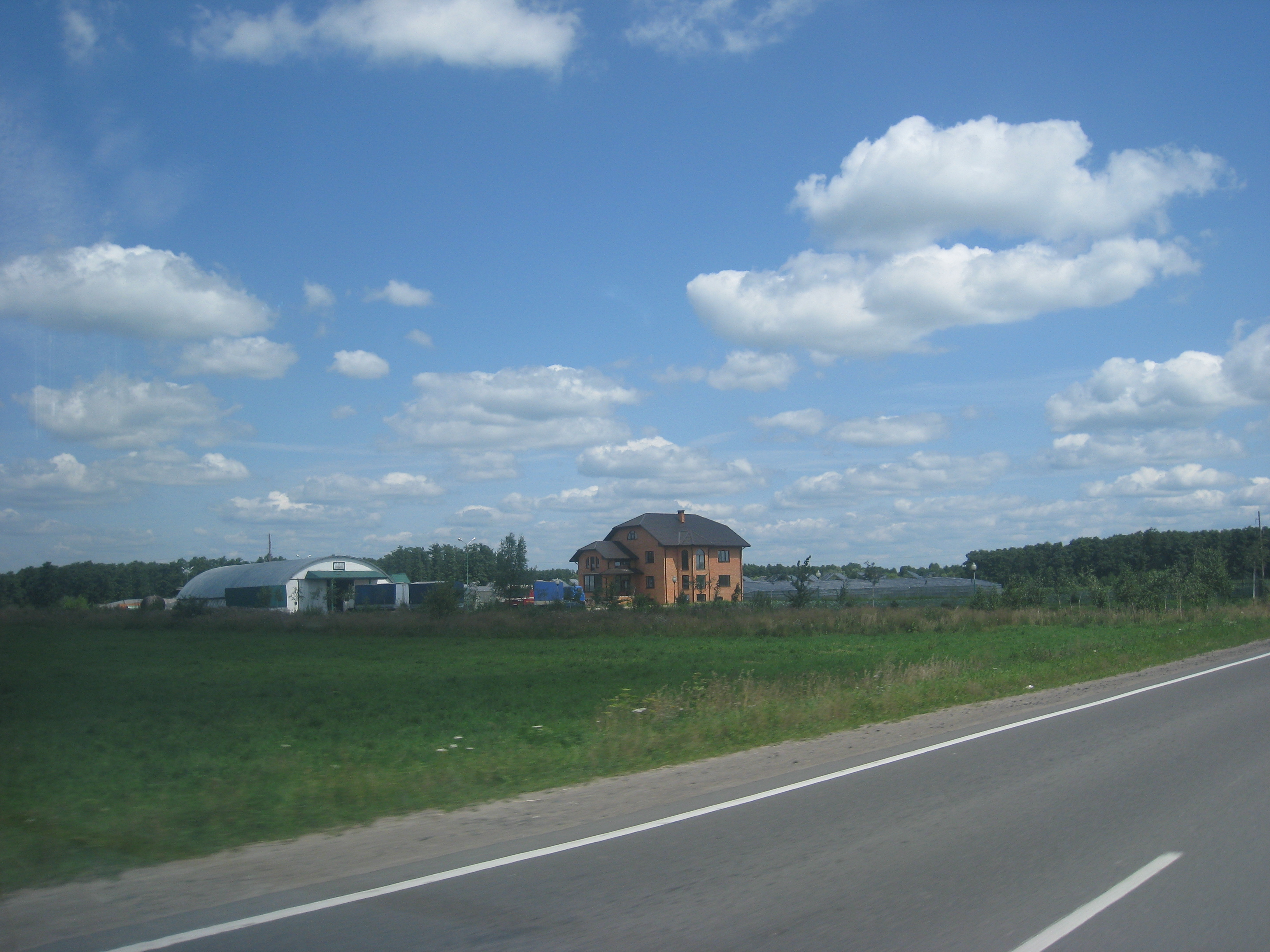
Фермерское хозяйство